# クラウス・ツムヴィンケル

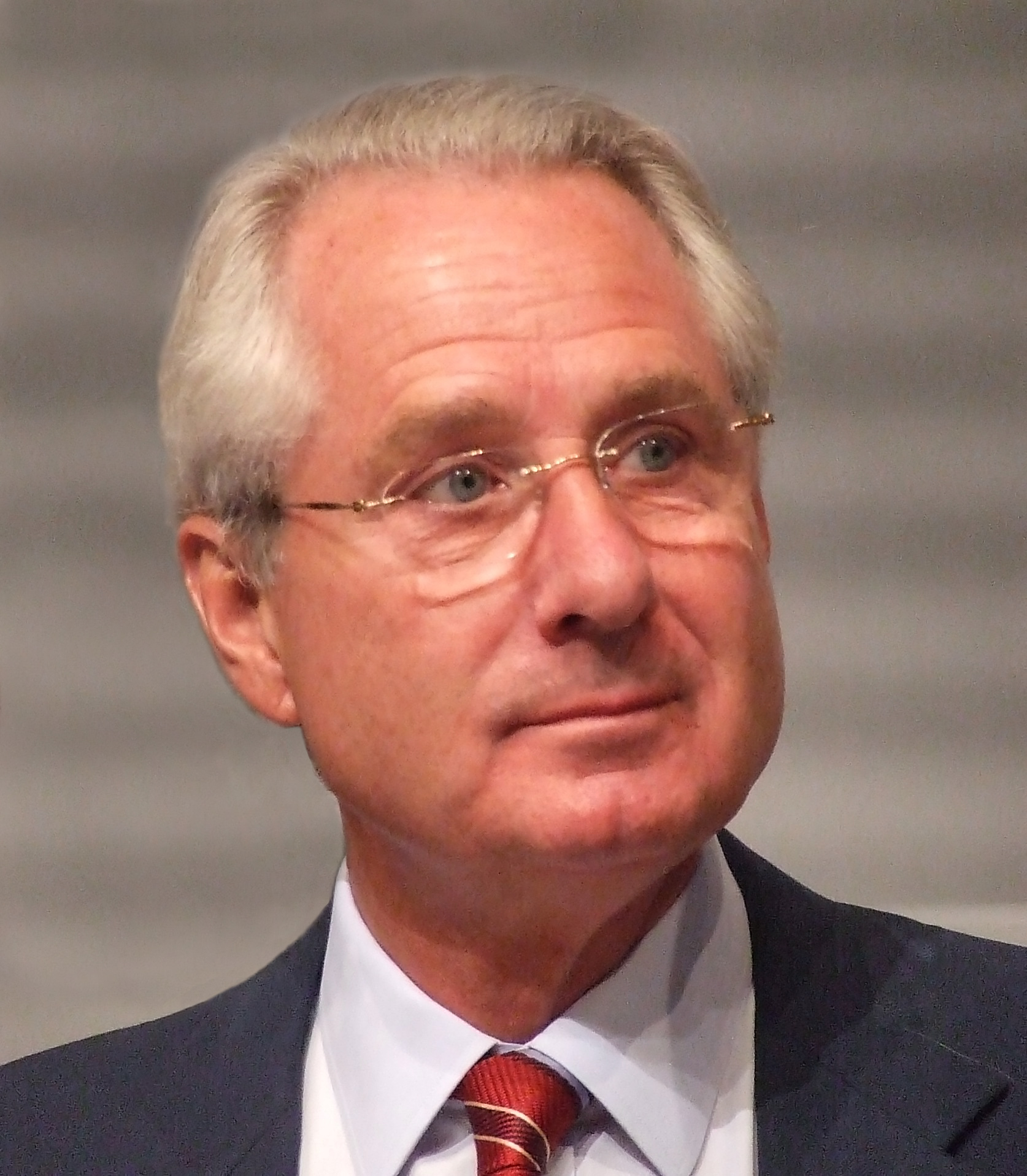
クラウス・ツムヴィンケル（2007年）

クラウス・ペーター・リヒャルト・オットー・ツムヴィンケル（Klaus Peter Richard Otto Zumwinkel、1943年12月15日 - ）は、ドイツの実業家。1990年から2008年までドイツポストの最高経営責任者（CEO）を務めた。

## 経歴
1974年からマッキンゼーのコンサルタントとしてそのキャリアをスタートさせ、1984年よりケレAGのCEOを務めた後、1990年にドイツポストのCEOに就任した。同社の黒字化を達成させ、2005年には日本で郵政民営化に関する基調講演を行った。しかし2008年2月14日、リヒテンシュタインに隠し口座を持っているとして脱税容疑により逮捕されると、即日釈放された後、CEO辞任を表明した。